# .bb
.bb è il dominio di primo livello nazionale assegnato a Barbados.
Originariamente gestito dalla Università di Porto Rico, dal 1996 al 2007 è stato amministrato dalla Cable & Wireless, prima di passare sotto il controllo del ministero statale.

## Domini di secondo livello
Sono disponibili i seguenti domini di secondo livello:
- .com.bb
- .edu.bb
- .gov.bb
- .net.bb
- .org.bb